# شهدخوار سینه‌نارنجی
شهدخوار سینه‌نارنجی (نام علمی: Anthobaphes violacea)، گونه‌ای از پرندگان کوچک و عمدتاً تغذیه‌کننده شهد است که بومی‌زاد زیست‌بوم بوته‌های زیستگاه خوش‌بوته‌زار در جنوب غربی آفریقای جنوبی است. این تنها عضو از سردهٔ Anthobaphes، از خانواده شهدخواران (شهدخوارها و عنکبوت‌کش‌ها) است، اگرچه گاهی در سردهٔ Nectarinia قرار می‌گیرد. پرندگان از نظر جنسی دودیسی هستند، ماده‌ها سبز زیتونی هستند، در حالی که نرها در زیرتنه نارنجی تا زرد با سبز روشن، آبی و بنفش در سر و گردن هستند.